# Castelberger Lesekreis
Der Castelberger Lesekreis war ein nach seinem Initiator und Gastgeber Andreas Castelberger benannter Zürcher Bibelkreis, dessen Gründung um 1522/1523 erfolgte. Er gehörte zu den Ausgangspunkten der Täuferbewegung.

## Hintergrund
Vorbild des Castelberger und anderer Bibellesekreise waren vermutlich die von Conrad Celtis ins Leben gerufenen humanistisch orientierten Sodalitäten, die durch Vermittlung der Celtis-Schüler Huldrych Zwingli und  Joachim Vadian auch in Zürich Fuss fassten. Sie waren nach dem Vorbild der Platonischen Akademie konzipiert, verstanden sich als Lerngemeinschaft und zielten darauf ab, ausserhalb der noch am Althergebrachten orientierten Universitäten, humanistisches Bildungsgut zu verbreiten.

### Sodalität und Lesekreis
Zu Zwinglis Sodalität, die spätestens im Frühsommer 1520 gegründet worden sein muss, gehörte auch Konrad Grebel, der spätere Mitbegründer der Zürcher Täufergemeinde. In einem Brief an Vadian vom 15. September 1520 teilte Grebel mit, dass er gemeinsam mit diesem Kreis Griechisch und in diesem Zusammenhang vor allem auch Platon studiere. Felix Manz, ein weiterer Mitbegründer der Zürcher Täufergemeinde, nahm vermutlich ab 1522 an einem Hebräisch-Kurs teil, den Zwingli innerhalb seiner Sodalität anbot und bei dem es um das Studium der Psalmen ging. Ein weiteres Mitglied der Sodalität, das sich später in Täuferkreisen bewegte, war Simon Stumpf, der 1523 gegen den von der Kirche erhobenen Zehnten predigte und noch im selben Jahr gemeinsam mit Grebel und Mantz von Zwingli eine radikalere Durchführung der Reformation forderte.
Dass mindestens die drei genannten Männer und späteren Täufer sowohl zu Zwinglis Sodalität als auch zum späteren Castelberger Lesekreis gehörten, macht die Verflechtung beider Gruppen deutlich. Ob auch Andreas Castelberger, in dessen Haus sich der Lesekreis versammelte, Mitglied der Sodalität war, ist nicht eindeutig zu belegen, nach Andrea Strübind aber von „hoher Wahrscheinlichkeit“.

### Gemeinsamkeiten und Unterschiede
Zwischen Lesekreis und Sodalität gab es auffällige Gemeinsamkeiten. Beide Kreise trafen sich nicht im öffentlichen Raum, sondern in Privathäusern. Die entscheidenden thematischen Impulse gab ein „Lehrer“ (Sodalität) beziehungsweise ein „Leser“ (Lesekreis). Die Textauslegung, das freundschaftliche Gespräch über das Gehörte sowie gemeinsame Mahlzeiten in familiärer Atmosphäre gehörten zum fixen Programm beider Kreise. Auch die Organisationsstrukturen von Sodalität und Lesekreis lassen Gemeinsamkeiten erkennen; sie waren – stichwortartig formuliert – antihierarchisch und nichtklerikal.
Trotz dieser Ähnlichkeiten unterschieden sich Sodalität und Lesekreis in einigen Punkten, von denen hier zwei besondere Erwähnung finden sollen. Während sich die humanistische Lerngemeinschaft mit biblischen und philosophischen Texten gleichermassen beschäftigte, richtete der Lesekreis sein Interesse vor allem auf die Bibel. Im Gegensatz zur Sodalität, die sich mit ihren Angeboten primär an die Gelehrten und Gebildeten richtete, öffnete sich der Lesekreis einem erheblich breiteren Spektrum des Zürcher Bürgertums.

## Geschichte und Wirksamkeit
Die genauen Anfänge des Castelberger Lesekreises liegen bislang im Dunklen. Der Vergleich einzelner Informationen ergibt einen terminus a quo Sommer 1522 und einen terminus ad quem Frühjahr 1523. Über die im Lesekreis vertretenen Lehrauffassungen und über die Zusammensetzung seiner Mitglieder bestehen ebenfalls nur bruchstückhafte Informationen, die im Folgenden zusammen getragen werden.
Zum Zürcher Lesekreis gehörten neben den bereits Genannten (Grebel, Manz, Stumpf) u. a. folgende weitere Mitglieder: Heinrich Aberli, Lorenz Hochrütiner, ein gewisser W. Ininger und Bartlime Pur (auch Bartlime Pfister genannt). Bei einem Verhör berichtete Heinrich Aberli, dass der Castelberger Lesekreis aufgrund eines besonderen Wunsches zustande gekommen sei. Er selbst, Hochrütiner, Ininger und Pfister (= Pur) hätten das Anliegen gehabt, sich in der evangelischen Lehre und insbesondere in den Schriften des Apostels Paulus gemeinsam weiterzubilden. Daraufhin habe man nach einem geeigneten Lehrer gesucht und sei bei der Suche auf Andreas Castelberger, einen theologisch gebildeten Buchhändler, gestossen.
Offensichtlich blieben Aberli und seine Freunde nicht die Einzigen, die an einem biblischen Quellenstudium interessiert waren. Der Kreis um Castelberger wuchs und nötigte die Teilnehmer, nach neuen Versammlungsorten Ausschau zu halten. Der Lesekreis wurde – vor allem im Blick auf den sozialen Stand seiner Mitglieder – zur Bibelschule des gemeinen Mannes.
Dass die thematischen Schwerpunkte der Lesekreis-Treffen von den Teilnehmern bestimmt wurden, geht aus Berichten über den St. Galler Lesekreis hervor. Danach stand sowohl in St. Gallen als auch in Zürich der Römerbrief im Mittelpunkt des Interesses. Dass auch der sogenannte Leser von den Teilnehmern bestimmt wurde, lässt sich aus dem vorhandenen Quellenmaterial folgern: Castelberger war – wie gesagt – von Aberli und dessen Freunden um Hilfe gebeten worden. Von Johannes Kessler, der dem St. Galler Lesekreis angehörte, hören wir Folgendes: „Aber nit dester minder, wo ir zusammen kommend, will ich willig sin, mich zu üch fügen und ain besundere fröd haben, mit üch von der gschrift und warhait unsers christlichen globens helfen reden, lezen und gesprech ze halten, damit wir in der ekanntnus Jesu Christi zunemmen und wachsen mögen.“ Danach will Kessler sich also „fügen“, das heisst: auf die Bitte des St. Galler Lesekreises eingehen und „reden, lesen und besprechen“ helfen. Dieses Zitat vermittelt zwei weitere wichtige Informationen: Die Veranstaltung des Lesekreises bestand einerseits also nicht nur aus einer „Vorlesung“, sondern vor allem aus einem gemeinsamen Gespräch über den verlesenen Text. Andererseits erwartete der Leser nicht nur für seine Hörer, sondern auch für sich selbst ein Zunehmen und Wachstum „in der ekanntnus Jesu Christi“.

## Praxis
Zu den wesentlichen Programmpunkten der Zusammenkünfte des Lesekreises gehörten das Verlesen biblischer Texte und das sich daran anschließende Bibelgespräch. Die zu verhandelnden Texte wurden zwar durch eine gemeinsame Übereinkunft der Teilnehmer beschlossen, die Einflussnahme des Lesers darf dabei aber nicht unterschätzt werden. Das Bibelgespräch, das sich dem (meist kommentierten) Verlesen des Bibeltextes anschloss, hatte nicht selten die Form einer lebhaften Disputation. Hin und wieder kam es auch zu heftigen Streitgesprächen und manchmal auch aufgrund nicht beigelegter Meinungsverschiedenheiten zur Spaltung. Auch scheinen im Lesekreis selbst beziehungsweise in seinem Umfeld sozialkritische Gedanken laut geworden zu sein. So lehrte Castelberger zum Beispiel, dass jeder, der „Heim, Hof, Acker oder Weiden“ der Armen enteignet, nicht besser sei als ein Mörder. "Es scheint – so der Täuferforscher Werner O. Packull – „dass Castelberger und seine Freunde die heiligen Texte im Kontext größerer sozialer Zusammenhänge gelesen haben“. Aus späteren Vernehmungsprotokollen geht hervor, dass insbesondere Castelberger sich immer wieder unter Berufung auf das Neue Testament gegen den Kriegsdienst und das Söldnerwesen ausgesprochen hat: „Item, der Andrea [Andreas Castelberger] hab geseit vil vom kriegen; wie die göttlich ler so heftig darwider und wie sünd das syg [...] derselb kriegsmann syg vor gott dem allmächtigen, ouch nach inhalt evangelischen ler ein mörder und nit besser denn der, so armout halb mürde oder stele [...].“
Dass bei den Zusammenkünften des Lesekreises auch gegessen und getrunken wurde, geht indirekt aus Gerüchten hervor, die im Umfeld des Lesekreises entstanden. Es hieß, man gebe sich bei den Versammlungen der Völlerei und dem Prassen hin. Der Lesekreisteilnehmer Hochrütiner entgegnete auf diese Vorwürfe, dass nach den Veranstaltungen jeweils etwas Wein gereicht worden sei, um einen anschließenden Besuch der öffentlichen Wirtshäuser zu vermeiden.

## Der Castelberger Lesekreis und die Anfänge der Täuferbewegung
Auf die Tatsache, dass eine Reihe namentlich bekannter Mitglieder des Lesekreises zu den Initiatoren der kurze Zeit später entstandenen Täufergemeinde gehörten, wurde bereits hingewiesen. Ob der Zürcher Bibelkreis im Haus der Mutter von Felix Manz, der sich am 21. Januar 1525 für die Glaubenstaufe entschied und sie dann auch durchführte, mit dem Castelberger Lesekreis identisch oder aus ihm hervorgegangen ist, konnte bislang nicht geklärt werden. Die Parallelen zwischen diesem und jenem Kreis liegen jedoch nicht nur in personeller Hinsicht auf der Hand. Der Biblizismus der Täuferbewegung, ihre Ethik (z. B. Pazifismus) sowie die Grundzüge ihrer Ekklesiologie waren im Lesekreis bereits keimhaft angelegt. Der Täuferforscher Johannes Goeters kommt in seinen Untersuchungen zu folgendem Ergebnis: „In dieser Gruppe [= Castelberger Lesekreis], einer um das Neue Testament sich versammelnden Laienbewegung, die sich gleichermaßen von weltlicher Geselligkeit und katholischem Gottesdienst zurückzieht, haben wir die Wiege des Täufertums unter den stadtzürcher Bürgern zu sehen.“